# The Addams Family 2
The Addams Family 2 (bra: A Família Addams 2: Pé na Estrada, prt: A Família Addams 2) é um filme estadunidense-canadense de animação digital dos gêneros estrada, comédia de terror e humor negro de 2021, dirigido por Greg Tiernan e Conrad Vernon, codirigido por Laura Brousseau e Kevin Pavlovic, a partir de um roteiro escrito por Dan Hernandez, Benji Samit, Ben Queen e Susanna Fogel, com uma história de Hernandez e Samit, e baseada nos personagens criados por Charles Addams. Servindo como uma sequência para o filme de 2019, o filme apresenta as vozes de Oscar Isaac, Charlize Theron, Chloë Grace Moretz, Nick Kroll, Javon Walton, Wallace Shawn, Wayne Knight, Snoop Dogg, Bette Midler e Bill Hader.
Foi lançado nos cinemas pela United Artists Releasing nos Estados Unidos e internacionalmente pela Universal Pictures em 1º de outubro de 2021. O filme também foi disponibilizado para locação online no mesmo dia, nos Estados Unidos e no Canadá, devido à pandemia de COVID-19 e casos crescentes da variante do SARS-CoV-2, Delta. O filme recebeu críticas mistas de críticos que criticaram o humor e a história.

## Sinopse
A família assustadora favorita de todos está de volta na nova sequência da animação, A Família Addams 2: Pé Na Estrada. Neste filme totalmente novo, os Addams se vivem aventuras malucas e se envolvem em confrontos hilariantes com todos os tipos de personagens desavisados. Sempre fiel a si mesma, a Família Addams traz seu ícone fantasmagórico e excêntrico aonde quer que vá.

## Elenco
- Oscar Isaac como Gomez Addams, marido de Morticia.
- Charlize Theron como Morticia Addams, esposa de Gomez.
- Chloë Grace Moretz como Wandinha Addams, filha de Gomez e Morticia.
- Nick Kroll como Tio Chico, irmão de Gomez.
- Javon Walton como Feioso Addams, filho de Gomez e Morticia. Ele foi anteriormente dublado por Finn Wolfhard no primeiro filme.
- Bette Midler como Vovó Addams, mãe de Gomez e Chico.
- Conrad Vernon como:
  - Tropeço, o mordomo da Família Addams.
  - O espírito que assombra a casa dos Addams
- Snoop Dogg como o primo Coisa, o primo cabeludo de Gomez e Chico.
- Bill Hader como Cyrus Strange, um cientista que afirma ser o verdadeiro pai de Wandinha.
- Wallace Shawn como o Sr. Mustela, um advogado que trabalha para Cyrus e persegue a Família Addams.
- Wayne Knight como Dr. Rupert Crewrieds, o juiz da feira de ciências do ensino médio.
- Brian Sommer como Big Bad Ronny.
- Ted Evans como Pongo, Cyrus e o capanga do Sr. Mustela que em sua maioria faz sons.
- Cherami Leigh como Ophelia, filha de Cyrus como uma porca que ele criou a partir de um porco.

## Produção
Após o final de semana de estreia bem sucedido do filme de 2019, em 15 de outubro de 2019, foi anunciado que uma sequência do filme estava programada para ser lançada nos cinemas em 22 de outubro de 2021, e que Greg Tiernan e Conrad Vernon voltariam para dirigir o filme. A Cinesite Studios retornou como uma parceira de produção do filme.
Bill Hader e Javon Walton se juntaram ao elenco do filme anterior. Hader interpretou um novo personagem chamado Cyrus, enquanto Walton substitui Finn Wolfhard como a voz de Feioso Addams. Em julho de 2021, foi revelado que Wallace Shawn dublou um novo personagem para o filme.

## Música
Em julho de 2021, foi revelado que Mychael Danna e Jeff Danna compuseram a trilha sonora de The Addams Family 2, tendo retornado do primeiro filme. Em setembro de 2021, Maluma, Megan Thee Stallion e Rock Mafia lançaram uma nova canção chamada "Crazy Family", enquanto "My Family" recebe um remix de Yoshi Flower.

## Lançamento
The Addams Family 2 foi lançado nos cinemas dos Estados Unidos pela United Artists Releasing e internacionalmente pela Universal Pictures em 1 de outubro de 2021. O filme também se tornou disponível para locação online no mesmo dia.
No Brasil, o filme foi lançado em 28 de outubro de 2021.
Foi previamente agendado para lançamento em 22 de outubro e 8 de outubro.  Em 21 de janeiro de 2021, foi adiantado para 1 de outubro de 2021, permitindo que o filme de James Bond, 007 - Sem Tempo para Morrer (outro filme da MGM) ocupasse a vaga de 8 de outubro. Em junho de 2021, a United Artists Releasing anunciou que não planejava remarcar The Addams Family 2, na esteira da mudança de Hotel Transilvânia: Transformonstrão para o mesmo fim de semana (mais tarde foi movido para outra data). Em agosto de 2021, o filme mudou seu lançamento para locação online e cinema no mesmo dia nos Estados Unidos e Canadá, devido à pandemia de COVID-19 e casos crescentes da variante do SARS-CoV-2, Delta.

### Home media
The Addams Family 2 foi lançado em Blu-ray e DVD em 18 de janeiro de 2022 nos Estados Unidos, pela Universal Pictures Home Entertainment.

## Recepção

### Bilheteria
The Addams Family 2 arrecadou US$ 56,5 milhões nos Estados Unidos e Canadá, e US$ 63,5 milhões em outros territórios, para um total mundial de US$ 120 milhões. 
Nos Estados Unidos e Canadá, The Addams Family 2 foi lançado junto com Venom - Tempo de Carnificina e The Many Saints of Newark, e está projetado para arrecadar US$ 15-17 milhões em 3.700 cinemas em seu fim de semana de lançamento.  O filme arrecadou US$ 5,5 milhões em seu primeiro dia, incluindo US$ 550.000 nas prévias de quinta-feira à noite. Ele estreou com US$ 17,3 milhões, terminando em segundo, atrás de Let There Be Carnage. O filme caiu 42% em seu segundo fim de semana para US$ 10 milhões, terminando em terceiro.

### Crítica especializada
No site agregador de críticas Rotten Tomatoes, o filme tem uma taxa de aprovação de 27% com base em 48 críticas, com uma classificação média de 4,8/10. O consenso crítico do site diz: "Completamente esquisito e não de uma maneira boa". O Metacritic atribuiu ao filme uma pontuação média ponderada de 39 de 100, com base em 16 críticos, indicando "críticas geralmente desfavoráveis". O público entrevistado pela CinemaScore deu ao filme uma nota média de "B" em uma escala de A+ a F, enquanto os da PostTrak deram uma pontuação positiva de 87%, com 73% dizendo que definitivamente o recomendariam.
Owen Gleiberman, da Variety, escreveu sobre o filme "É da natureza da maioria das sequências animadas lutar para recapturar todo o charme do sucesso original. Mas, no caso de "The Addams Family 2", Tiernan e Vernon usaram a sequência como um oportunidade para um upgrade. O roteiro é de uma equipe inteiramente nova e, de uma forma inefável, como morcegos no campanário, as piadas agora caem com uma excitação assustadora mais inspirada e espontânea.". Savannah Lee, da Parent Previews, criticou o filme por ser assustador e excêntrico e escreveu "Eu não vi a versão 2019 de The Addams Family porque não parecia atraente e meu filho era muito jovem para clamar por isso. Eu li uma rápida sinopse do enredo para me atualizar, mas provavelmente não precisei. Este filme tem pouco, ou nada, a ver com o capítulo anterior, então você pode simplesmente começar se quiser.".
Sandie Angulo Chen, da Common Sense Media, deu ao filme 3 estrelas de 5 e escreveu "A sequência boba se concentra no amor familiar; perigo, algumas piadas picantes.". Meagan Navarro, do Bloody Disgusting, deu nota 2 de 5 e escreveu "The Addams Family 2 pode mudar seu cenário, mas não se desvia de sua abordagem. Ainda é uma atualização animada ridícula e direta para uma propriedade duradoura. Os adultos podem desmentir essa visão da Família Addams, mas, de qualquer maneira, ela nunca foi feita para adultos. Isso se concentra exclusivamente em agradar o osso engraçado do público mais jovem. Em outras palavras, não é um grande filme, mas provavelmente teve sucesso em seu objetivo como uma comédia maníaca para crianças. O fato de se distanciar de uma estética sombria significa que é um portal muito mais anêmico para o gênero do que antes.". Molly Freeman, do Screen Rant, chamou o filme de "uma continuação superficial que passa muito tempo desconectada resultando em uma sequência desigual com muito menos coração.".